# Schrappfer

Rekonstrukcja herbu na podstawie Wdowiszewskiego

Schrappfer – polski herb szlachecki z nobilitacji, o niepewnym rysunku.

## Opis herbu
Opis herbu z wykorzystaniem zasad blazonowania, zaproponowanych przez Alfreda Znamierowskiego:
W polu srebrnym dwie odwrócone od siebie łapy niedźwiedzie czarne w słup. Klejnot: nad hełmem bez korony, orzeł czarny z pierścieniem złotym w dziobie. Labry srebrne, podbite czernią.
Należy zwrócić uwagę, że Szymański skłania się raczej ku ułożeniu łap niedźwiedzich w pas (jednakże Wdowiszewski i Konarski przedstawiają ich ułożenie w słup). Dodatkowo według Konarskiego pierścień trzymany w dziobie przez orła w klejnocie jest z rubinem. Oryginalny opis herbu w języku łacińskim znaleźć można u Piekosińskiego.

## Najwcześniejsze wzmianki
Herb nadany  26 listopada 1582 w Warszawie Chrystianowi Schrappferowi, konsyliarzowi Magnusa, dziedzica Norwegii, ks. szlezwicko-holsztyńskiego.

## Herbowni
Ponieważ herb Schrappfer był herbem własnym, prawo do posługiwania się nim przysługuje tylko jednemu rodowi herbownemu:
Schrappfer.